# 阿尔博内塞
阿尔博内塞（義大利語：Albonese），是意大利帕维亚省的一个市镇。总面积4平方公里，人口580人，人口密度145.0人/平方公里（2009年）。国家统计（ISTAT）代码为018003。